# Contarinia partheniicola
Contarinia partheniicola är en tvåvingeart som först beskrevs av Cockerell 1900.  Contarinia partheniicola ingår i släktet Contarinia och familjen gallmyggor. Inga underarter finns listade i Catalogue of Life.